# Via di qui uomo bianco
Via di qui uomo bianco (Sacred Ground) è un film western scritto e diretto da Charles B. Pierce e interpretato da Tim McIntire, L. Q. Jones e Jack Elam.

## Trama
Nell'anno 1861, Matt Colter, un uomo di montagna, sta attraversando lo spartiacque continentale con la sua giovane sposa indiana, Little Doe. Si incrociano con un gruppo di Paiute, una bellissima giovane, Wannetta, donna osserva l'uomo di montagna e la sua graziosa sposa indiana. Ostracizzati dalla comunità bianca e indiana, sono costretti a partire e trovare una nuova casa. Si imbattono in una stazione commerciale, in cui il proprietario avvisa Matt del suo viaggio attraverso il paese di Paiute.
La coppia viaggia di più e dopo aver attraversato il fiume si imbattono nelle rovine di una capanna. Matt e Little Doe la ricostruiscono e ne fanno la loro casa. Le stagioni passano e Matt accarezza affettuosamente la pancia della moglie mentre questa aspetta di partotire. Little Doe trova dei resti di ossa e in seguito dice a Matt che il rifugio che hanno ricostruito a loro insaputa si trova sul sacro cimitero dei Paiute e che gli spiriti del terreno circondano lei e il suo bambino non ancora nato.
Un giorno un manipolo di Paiute chiama Matt. A causa delle diverse lingue, non sono in grado di comunicare. Mentre Matt si ritira di nuovo in casa, si accorge che Little Doe va in travaglio. I Paiute attaccano la coppia distruggendo la capanna. Durante il travaglio, Little Doe viene ferita a morte e Matt la tira fuori dall'abitazione distrutta. Matt porta sua moglie al fiume mentre i guerrieri Paiute guardano. Molte donne Paiute stanno attraversando il fiume per seppellire i propri morti vicino alla capanna distrutta. Mentre il gruppo Paiute solleva i propri morti sui ponteggi, prega e canta. Matt sta aiutando Little Doe a far uscire il loro bambino mentre muore. All'improvviso il bambino piange mentre i Paiutes lasciano il loro sacro cimitero.
Matt parte con il suo bambino appena nato e incontra un uomo di montagna solitario che gli dice che ha bisogno di dar da mangiare al piccolo. Wannetta ha recentemente avuto un figlio ma è morto. Matt e l'uomo pazzo di montagna la rapiscono per usarla come infermiera. I guerrieri di Paiute in seguito inviano un segnale a Wannetta per uccidere il cavallo dell'uomo di montagna, cosicché saranno costretti a viaggiare a piedi. Si rifiuta e allora viene sequestrata dagli indiani insieme al neonato.
Wannetta viene successivamente bandita dalla tribù, spogliata delle sue pellicce e costretta ad andarsene. Sia le donne che gli uomini le urlano contro e le lanciano pietre. Determinato a trovare suo figlio, Colter cerca l'aiuto del suo amico, l'uomo di montagna Lum Witcher.

## Produzione
Il film fu girato in molti luoghi all'aperto dell'Oregon.